# Idiopogon uranopla
Idiopogon uranopla är en fjärilsart som beskrevs av Edward Meyrick 1934. Idiopogon uranopla ingår i släktet Idiopogon och familjen glasvingar. Inga underarter finns listade i Catalogue of Life.